# Letoslav ze Švábenic
Letoslav ze Švábenic byl 3. proboštem litoměřické kapituly sv. Štěpána v letech 1094–1125, fiktivním předkem pánů ze Švábenic a zakladatelem kostela svatého Petra a Pavla na Zderaze.

## Život
Do funkce byl Letoslav podle Václava Bartůňka jmenován po odstoupení Ondřeje z Doubravice, který rezignoval z důvodu svého investování na úřad olomouckého biskupa 4. ledna 1092. Podle Bartůňka byl Letoslav patrně příbuzný s 12. pražským biskupem Ottou (1140–1148). Zřejmě byl také jeho předchůdcem ve funkci dvorního kaplana. Proboštem byl 32 let, ale o jeho životě a činnosti se podle Bartůňka mnoho neví.

### Založení kostela Na Zderaze
O Letoslavovi ve své kronice vyprávěl Václav Hájek z Libočan, který ho považoval za předka pánů ze Švábenic a zakladatele kostela svatého Petra a Pavla na Zderaze. Podle Hájka Letoslav sídlil na Březské u břehu Vltavy mezi Prahou a Vyšehradem. Jedné noci se mu po zavraždění jeho otce Zderada zdál sen. V něm se mu zjevil jeho otec, se kterým se Letoslav ve snu vydal ke kapli svatého Petra a Pavla, kde byl Zderad pohřben. Tam se Zderad posadil na svůj hrob. Následně začalo pršet a Zderad svému synovi poručil, aby hrob obložil dřevem a kamením, seshora dal červený plášť a běžel domů pro chleba. Letoslav tak učinil. Když se vrátil, otci předal chleba, kterým Zderad obdaroval dva neznámé starce. Vzápětí se ke kapli ale přiřítil zlý muž, jenž Letoslavovu konstrukci ze dřeva a kamení zničil. Letoslav ji poté se svým služebníkem Dobrochvalem znovu opravil. Když se Letoslav probudil ze sna, podle Hájkova vyprávění mu nerozuměl. Vyložil mu ho až jeho zbožný služebník Kroseň – Zderad si po Letoslavovi přál, aby mu nad jeho hrobem vystavěl kostel svatého Petra a Pavla. Dva neznámí muži ve snu totiž byli svatý Petr a Pavel. Kroseň Letoslavovi řekl také to, že čtyřicet let po otci bude v tomto kostele pohřben i on sám. Brzy poté kostel ale poboří zlí lidé a kostel opraví až jeho potomek Dobrochval. Letoslav kostel údajně nakonec skutečně vystavěl.
Hájkův příběh o Letoslavovi později stručně převyprávěl polský genealog Bartoloměj Paprocký z Hlohol a Paprocké Vůle. To, že Letoslav vystavěl kostel svatého Petra a Pavla na Zderaze a pohřbil v něm svého otce Zderada, uvádí v návaznosti na Hájka i barokní historikové Jan Florian Hammerschmid a Jiří Crugerius, jenž zároveň dodává, že Letoslav byl bratrem pražského biskupa Oty. Zatímco některá starší literatura Hájkovi věřila, jako například František Pokorný, Hájkovo vyprávění zcela zavrhl historik David Papajík, jenž dospěl k závěrům, že Hájek si své vyprávění pouze vymyslel na základě Kosmovy kroniky, kde si všiml příběhu o zavraždění Letoslavova údajného otce Zderada. To si podle Papajíka Hájek poté upravil, a protože mu jméno Zderad připomínalo název zderazského kláštera, za jeho zakladatele označil Zderadova syna Letoslava, jenž podle Papajíka však ve skutečnosti nikdy neexistoval. Zderada a Letoslava Hájek zároveň nepravdivě prohlásil za předky rodu pánů ze Švábenic, kteří později měli ke zderazskému klášteru těsné vztahy. Papajík však zcela přešel zmínku o Zderadovi v Dalimilově kronice, v níž tak řečený Dalimil uvedl, že Letoslavův otec Zderad byl pohřben před Prahou a byla po něm pojmenována osada Zderaz. Petr Uličný naopak od Papajíka soudí, že Hájek své vyprávění o Letoslavovi a jeho otcovi psal na základě právě Dalimilovy kroniky, nikoli Kosmovy kroniky. Ani on však Hájkovu verzi příběhu nepovažuje za příliš pravděpodobnou. Kostel Na Zderaze podle něho vznikl až koncem 12. století.